# Institut für Marxismus-Leninismus
Institute für Marxismus-Leninismus waren Einrichtungen von sozialistischen oder kommunistischen Parteien. Sie gaben Werke der Klassiker des Marxismus sowie Marxismus-Leninismus und führender Parteiführer sowie themenbezogene Forschungsarbeiten der Parteigeschichte und der damaligen nationalen und internationalen Arbeiterbewegung heraus.

## Beispiele
- das Institut für Marxismus-Leninismus beim Zentralkomitee der KPdSU unter Lenin wurde 1920 in Moskau gegründet.[1]
- das Institut für Marxismus-Leninismus beim Zentralkomitee der SED wurde 1949 in Berlin gegründet.[2] siehe auch Kaufhaus Jonaß
  - beide haben gemeinsam mit der Herausgabe der Marx-Engels-Gesamtausgabe (MEGA) begonnen,
- das Institut für Marxistische Studien und Forschungen in Frankfurt am Main. Gegründet 1968 als der DKP nahestehende Einrichtung.

## Hochschulen der DDR
Ein Institut für Marxismus-Leninismus, später Sektion für Marxismus-Leninismus, gab es bis 1989 auch an jeder Universität und Hochschule der DDR (siehe Gesellschaftswissenschaftliches Grundstudium (DDR)) und denen anderer sozialistischer Staaten.